# Плавання на Чемпіонаті світу з водних видів спорту 2023 — естафета 4x200 метрів вільним стилем (чоловіки)
Змагання з плавання в естафеті 4x200 метрів вільним стилем серед чоловіки на Чемпіонаті світу з водних видів спорту 2023 відбулися 28 липня 2023 року.

## Рекорди
Перед початком змагань світовий рекорд і рекорд чемпіонатів світу були такими:
| Світовий рекорд          | США | 3:08.24 | Пекін (Китай)            | 11 серпня 2008 |
| Рекорд чемпіонатів світу | США | 3:09.06 | Кванджу (Південна Корея) | 21 липня 2019  |

## Результати

### Попередні запливи
Попередні запливи розпочалися о 11:55 за місцевим часом.
| Місце | Заплив | Доріжка | Країна          | Плавчині | Час     | Примітки |
| ----- | ------ | ------- | --------------- | --- | ------- | -------- |
| 1     | 1      | 4       | Австралія       | Флінн Саутем (1:47.85) Елайджа Віннінґтон (1:46.27) Кай Тейлор (1:44.56) Томас Нілл (1:45.69)                          | 7:04.37 | Q        |
| 2     | 2      | 4       | США             | Дрю Кіблер (1:46.44) Бейлор Нельсон (1:47.13) Генрі Макфадден (1:46.39) Джейк Мітчелл (1:46.11)                        | 7:06.12 | Q        |
| 3     | 1      | 3       | Італія          | Марко Де Тулліо (1:47.77) Маттео Чампі (1:46.89) Філіппо Мельї (1:45.62) Стефано Ді Кола (1:45.84)                     | 7:06.12 | Q        |
| 4     | 2      | 5       | Велика Британія | Джо Літчфілд (1:47.14) Данкан Скотт (1:46.21) Томас Дін (1:46.85) Метью Річардс (1:46.00)                              | 7:06.20 | Q        |
| 5     | 1      | 6       | Франція         | Адрієн Сальван (1:47.03) Віссам-Амазіг Єбба (1:45.70) Роман Фухс (1:47.09) Ензо Тесік (1:46.58)                        | 7:06.40 | Q        |
| 6     | 2      | 6       | Південна Корея  | Хван Сон У (1:47.29) Кім У Мін (1:46.02) Янг Джа Хон (1:47.31) Лі Хо Джон (1:46.20)                                    | 7:06.82 | Q, NR    |
| 7     | 2      | 1       | Німеччина       | Лукас Мертенс (1:45.60) Рафаель Мірослав (1:46.74) Йоша Сальхов (1:47.39) Тімо Соргіус (1:47.77)                       | 7:07.50 | Q        |
| 8     | 1      | 5       | Бразилія        | Луїс Алтамір Мело (1:47.73) Фернандо Шеффер (1:47.12) Муріло Сарторі (1:46.57) Гільєрме Коста (1:46.32)                | 7:07.74 | Q        |
| 9     | 2      | 8       | Японія          | Хіденарі Мано (1:47.25) Кацухіро Мацумото (1:45.60) Тайкан Танака (1:48.23) Фую Йошіда (1:47.62)                       | 7:08.70 |          |
| 10    | 2      | 7       | Ізраїль         | Денис Локтєв (1:47.38) Томер Франкель (1:48.39) Даніел Намір (1:47.19) Гал Коен Грумі (1:46.82)                        | 7:09.78 |          |
| 11    | 1      | 2       | Китай           | Цзі Сіньцзє (1:47.29) Хун Цзіньцюань (1:47.69) Чжан Цзиян (1:48.46) Ванг Хаою (1:46.44)                                | 7:09.99 |          |
| 12    | 1      | 7       | Канада          | Руслан Ґазієв (1:47.73) Патріу Хуссей (1:48.33) Фінлай Нокс (1:47.57) Хав'єр Асеведо (1:47.04)                         | 7:10.67 |          |
| 13    | 1      | 8       | Іспанія         | Цезар Кастро (1:47.35) Луїс Домінгес (1:46.97) Сержіо Монталбан (1:47.74) Карлос Ролдан (1:48.79)                      | 7:10.85 | NR       |
| 14    | 2      | 2       | Швейцарія       | Антоніо Дьякович (1:46.37) Роман Мітюков (1:48.53) Ное Понті (1:46.79) Нільс Лісс (1:49.18)                            | 7:10.87 |          |
| 15    | 2      | 3       | Угорщина        | Нандор Немет (1:47.98) Річард Мартон (1:48.63) Балаж Холло (1:47.18) Кріштоф Рашовскі (1:47.78)                        | 7:11.57 |          |
| 16    | 2      | 0       | Таїланд         | Дуліават Каевсрійонг (1:53.44) Тоннам Кантімол (1:53.40) Раттхавіт Тхамманчачот (1:54.80) Навафат Вонгчароен (1:57.64) | 7:39.28 |          |
| 17    | 1      | 1       | В'єтнам         | До Нгок Вінг (1:53.65) Нгуен Ху Кім Сон (1:55.04) Май Тран Туан Анг (1:57.64) Нгуен Куанг Тхуан (1:58.00)              | 7:44.33 |          |

### Фінал
Фінал відбувся о 21:40 за місцевим часом..
| Місце | Доріжка | Країна          | Плавці                                                                                                  | Час     | Примітки |
| ----- | ------- | --------------- | --- | ------- | -------- |
| 1     | 6       | Велика Британія | Данкан Скотт (1:45.42) Метью Річардс (1:44.65) Джеймс Ґай (1:45.17) Томас Дін (1:43.84)                 | 6:59.08 |          |
| 2     | 5       | США             | Люк Гобсон (1:46.00) Карсон Фостер (1:44.49) Джейк Мітчелл (1:45.06) Кіаран Сміт (1:44.47)              | 7:00.02 |          |
| 3     | 4       | Австралія       | Кай Тейлор (1:45.79) Кайл Чалмерс (1:45.19) Александер Грем (1:45.55) Томас Нілл (1:45.60)              | 7:02.13 |          |
| 4     | 2       | Франція         | Адрієн Сальван (1:46.73) Віссам-Амазіг Єбба (1:45.54) Ензо Тесік (1:46.70) Леон Маршан (1:44.89)        | 7:03.86 |          |
| 5     | 3       | Італія          | Марко Де Тулліо (1:47.43) Філіппо Мельї (1:44.94) Маттео Чампі (1:46.03) Стефано Ді Кола (1:45.55)      | 7:03.86 |          |
| 6     | 7       | Південна Корея  | Хван Сон У (1:46.35) Кім У Мін (1:44.84) Янг Джа Хон (1:48.35) Лі Хо Джон (1:44.53)                     | 7:04.07 | NR       |
| 7     | 1       | Німеччина       | Лукас Мертенс (1:44.79) Рафаель Мірослав (1:45.79) Йоша Сальхов (1:47.35) Тімо Соргіус (1:48.21)        | 7:06.14 |          |
| 8     | 8       | Бразилія        | Муріло Сарторі (1:46.70) Гільєрме Коста (1:46.05) Фернандо Шеффер (1:46.96) Луїс Алтамір Мело (1:46.72) | 7:06.43 |          |